# Dizə (Ordubad)
Dizə è un comune dell'Azerbaigian situato nel distretto di Ordubad.